# اولیو، اوتاوا، میشیگان
اولیو (به انگلیسی: Olive Township) یک منطقهٔ مسکونی در ایالات متحده آمریکا است که در شهرستان اتاوا، میشیگان واقع شده‌است.
 اولیو ۹۳٫۸ کیلومتر مربع مساحت و ۴٬۷۳۵ نفر جمعیت دارد و ۱۹۵ متر بالاتر از سطح دریا واقع شده‌است.